# Tony Carnevale
Tony Carnevale, all'anagrafe Antonio Carnevale (...), è un compositore e direttore d'orchestra italiano.
È ritenuto dalla critica specializzata "uno dei più importanti musicisti italiani di sempre": pianista, tastierista, compositore, arrangiatore, orchestratore, direttore di coro e direttore d’orchestra, direttore artistico e produttore musicale, hanno collaborato con lui grandi artisti e protagonisti del Progressive italiano, tra i quali Francesco Di Giacomo e Rodolfo Maltese del Banco.

## Biografia
Ha studiato pianoforte con Luciana Ricotti, composizione con Paolo Giuliani, Giampaolo Chiti, Alessandro Sbordoni, Giancarlo Bizzi, musica elettronica con Michelangelo Lupone, direzione di Coro con Giorgio Kirschner.
Primo assoluto ai concorsi per l’abilitazione all’insegnamento nel 1985, ha realizzato importanti lavori nel campo degli audiovisivi (Biennale di Venezia 1986), della discografia e della danza.
Ha lavorato come direttore artistico per diversi musicisti e cantanti italiani, tra cui Patty Pravo, ed ha lavorato alla composizione di varie sigle televisive (come Appuntamento al cinema).
Oltre ai tanti lavori realizzati come autore, arrangiatore e produttore artistico per altri artisti e case discografiche (Patty Pravo, Anonimo Italiano, BMG, Sony, Fonit Cetra, CNI) è autore di diversi lavori personali (“Risonanze”, “La vita che grida”, “III Movimento”, “Live – Rock Symphonic Concert”, “Una bellezza che non lascia scampo”, “Piano”, la Symphonic Rock Opera “Dreaming a Human Symphony”, "III Movimento - Extended Edition", "Tu che mi puoi capire", questi ultimi due per la Soundtrack Records) con i quali è riuscito a ritagliarsi uno spazio notevole a livello internazionale, grazie anche alla critica specializzata che lo tiene in grande considerazione in tutto il mondo ("...au rang des plus grands compositeurs du nouveau siècle" - Big Bang - France).
È stato inserito nell’enciclopedia L’Italia del Rock con il brano La vita che grida ed è presente, nonostante la componente sinfonica delle sue composizioni, anche nella Enciclopedia do Rock Progressivo del Brasile, nonché citato nella Enciclopedia del Rock Italiano, nel libro Le petit monde du Rock Progressif Italien e presente nel libro Solchi sperimentali - Italia; è considerato, dal Centro Studi per il Progressive Italiano, l’avanguardia della rinascita del Progressive in Europa e uno dei maggiori rappresentanti del Rock Sinfonico e del Sinfonismo Moderno.
È membro dell'ACMF (Associazione Compositori Musica per Film), e ha composto e realizzato colonne sonore e musiche per film (Luciano Emmer, Giorgio Treves, Alessandro Di Robilant, Carlo Lizzani, Giambattista Assanti, Enrico Caria, Francesca Pirani, Iole Natoli), opere coreografiche rappresentate anche al Teatro dell’Opera de Il Cairo (Maria Teresa Dal Medico, Renato Greco, Elisabetta Melchiorri, Francesca Zaccherini), pubblicità nazionali (Agip, Esso, Nestlè, Curcio, Ina-Assitalia), eventi e rubriche televisive sia per la RAI (tra le tante, la sua sigla di Appuntamento al cinema è andata in onda per ben 26 anni) che per le reti MEDIASET.
Ha ideato e realizzato in qualità di autore, compositore, direttore artistico e regista, lavori multimediali, tra i quali L'unicorno dal corno d'oro in collaborazione con l'artista Bimba Landmann.
Svolge da anni una ricerca che lo ha portato nel 2003 a scrivere egli stesso un importante articolo sulla rivista di psichiatria Il sogno della farfalla, intitolato “Oltre i suoni materiali”, nel quale affronta la musica come esperienza psichica, approfondendone l’aspetto comunicativo interumano: è proprio da queste ricerche, fuse con la propria esperienza personale di musicista, che è nata l’idea dell’originale metodo di formazione e sviluppo del pensiero musicale (ANORA), che ha dato vita ai libri "Il pensiero e il suono",  "Il suono ritrovato" (Universitalia - EUS), "Poetica, Ricerca e Formazione Musicale", "Formazione Musicale Psicodinamica" e al recente "Oltre le note - un approccio non razionale alla musica", un vero e proprio vademecum per ogni musicista o semplice appassionato, oltre che, ovviamente, strumento indispensabile per formatori e insegnanti.
È stato invitato in diversi istituti scolastici e biblioteche di Roma e del Lazio a spiegare o applicare il metodo ANORA (Approccio NOn RAzionale), sia agli adolescenti che ai bambini, con l'idea di proporre una nuova visione della musica e della didattica musicale.
È direttore dei Laboratori di Musica Originale e Composizione Applicata e di Arrangiamento e Produzione Musicale (ANORA Labs), nonché direttore del Laboratorio Oltre le note, attivo dal 2000 e patrocinato dalla SIAE e dall'IMAIE.
Dall'aprile del 2016 è Presidente dell'Associazione Culturale "ANORA".
Ha scritto e realizzato, nel 2024, la colonna sonora del film VAKHIM presentato alla 81ª Mostra Internazionale d'Arte Cinematografica di Venezia, nella sezione "Notti veneziane" delle "Giornate degli Autori".

## Discografia
- 1990 - Risonanze (CD, Artonica)
- 1995 - La Vita Che Grida (CD, Artonica)
- 1999 - III Movimento (1999) contiene anche: La Vita Che Grida (1995), Risonanze (1990) (triplo CD, Artonica 96)
- 2002 - Una bellezza che non lascia scampo (CD, DGP) colonna sonora dell'omonimo film di Francesca Pirani
- 2003 - Live Rock Symphonic Concert (CD, Artonica 96)
- 2006 - Piano (CD, Artonica 96)
- 2009 - Dreaming a Human Symphony (CD, Artonica 96)
- 2023 - III Movimento - extended version (Soundtrack Records)
- 2023 - Tu che mi puoi capire (Soundtrack Records)

## Libri
- Tony Carnevale - ll pensiero e il suono (IML), 2010
- Tony Carnevale - Il suono ritrovato – (Universitalia, 2014)
- Tony Carnevale - Il suono ritrovato  - II° ed. (Universitalia - EUS, 2015)
- Tony Carnevale - Il suono ritrovato - III° ed. (EUS, 2017)
- Tony Carnevale - Poetica, ricerca e formazione musicale (YCP, 2019)
- Tony Carnevale - Formazione musicale psicodinamica  (YCP, 2020)
- Tony Carnevale - Il suono ritrovato - IV° ed. (YCP, 2020)
- Tony Carnevale - Oltre le note – un approccio non razionale alla musica  (Celid, 2022)